# Монтемезола
Монтемезола (итал. Montemesola) — коммуна в Италии, располагается в регионе Апулия, в провинции Таранто.
Население составляет 4212 человека (2008 г.), плотность населения составляет 267 чел./км². Занимает площадь 16 км². Почтовый индекс — 74020. Телефонный код — 099.
Покровительницей коммуны почитается Пресвятая Богородица (Madonna del Rosario), празднование 7 октября.

## Демография
Динамика населения:

## Администрация коммуны
- Официальный сайт: https://web.archive.org/web/20081225081945/http://www.comunemontemesola.it/